# Helianthemum subhispidulum
Helianthemum subhispidulum är en solvändeväxtart som beskrevs av Faure och Maire. Helianthemum subhispidulum ingår i släktet solvändor, och familjen solvändeväxter. Inga underarter finns listade i Catalogue of Life.